# Rozbiór gramatyczny
Rozbiór gramatyczny – wyznaczenie wszystkich części mowy wchodzących w skład danego wypowiedzenia oraz określenie ich formy gramatycznej; w rozbiorze gramatycznym uwzględnia się także wyodrębnienie wyrażeń przyimkowych, jak również zaimków względnych, partykuł czy spójników w wypowiedzeniach wieloczłonowych.